# ルボンボ地方
ルボンボ地方（Lubombo Region）は、エスワティニの東部にある地方の1つである。人口は212,531人（2017年国勢調査）で、面積は、全地方で最も広い5,947km2であるが、人口は2番目に少ない地方である。地方の中心地はシテキ(Siteki)である。

## 隣接行政区画
北部でホホ地方、西部でマンジニ地方、南部でシセルウェニ地方と接している。
- 北： ムプマランガ州
- 東： マプト州
- 南東： クワズール・ナタール州

## 郡
11の郡（Inkhundla（単数形）、Tinkhundla（複数形））に区分される。人口値は2007年国勢調査。
1. Dvokodvweni - 973.43km2、35,343人
2. Lomahasha - 318.80km2、22,239人
3. Lubuli - 477.13km2、14,419人
4. Lugongolweni（シテキ） - 492.98km2、15,519人
5. Matsanjeni North - 425.10km2、12,940人
6. ムルメ（Mhlume） - 777.52km2、16,981人
7. Mpholonjeni - 580.87km2、20,563人
8. Nkilongo - 628.98km2、15,907人
9. Siphofaneni - 539.08km2、23,488人
10. Sithobela - 635.22km2、30,332人
11. Gilgal（2018年設置[5]）

- Hlane（2018年にDvokodvweniと合併し消滅[5]）

## 生物相
植生はサバナ、高原林と水辺植生群からなり、クロサイ、シロサイ、スニ、ヒョウ、ツェセベ、ローンアンテロープ、アフリカスイギュウが多く生息している。モザンビークと南アフリカの国境に近いルボンボ山脈の294,020ヘクタールの範囲は生物圏保護区に指定されている。